# Dariusz Sońta
Dariusz Jacek Sońta (ur. 15 października 1965 w Radomiu) – polski polityk, działacz opozycyjny w okresie PRL i społecznik, poseł na Sejm I kadencji.

## Życiorys
Jest absolwentem VI Liceum Ogólnokształcącego im. Jana Kochanowskiego w Radomiu, następnie studiował na Wydziale Historycznym Uniwersytetu Warszawskiego.
Był współzałożycielem i członkiem komitetu uczelnianego NZS UW. Działał w Konfederacji Polski Niepodległej. W latach 1988–1989 był rozpracowywany operacyjnie z przyczyn politycznych przez funkcjonariuszy Służby Bezpieczeństwa. W latach 80. współorganizator licznych nielegalnych zgromadzeń, m.in. uroczystości z okazji rocznicy uchwalenia Konstytucji 3 maja, happeningu radomskiej Pomarańczowej Alternatywy 31 marca 1989, zgromadzenia w rocznicę przewrotu majowego 12 maja 1989, obchodów rocznic wydarzeń czerwcowych z 1976. Zatrzymywany z przyczyn politycznych, w 1988 ukarany grzywną w wysokości 30 tys. zł przez kolegium do spraw wykroczeń. Został brutalnie pobity przez tzw. drugi szereg SB na Placu Zamkowym w Warszawie 3 maja 1988.
Pełnił funkcję szefa okręgu radomskiego KPN. Z ramienia tej partii w latach 1991–1993 sprawował mandat posła na Sejm I kadencji. Od 1993 do 1997 był pracownikiem biura parlamentarnego KPN w Radomiu. W 2006 bezskutecznie ubiegał się o mandat radnego powiatu radomskiego.
Założyciel i prezes zarządu Stowarzyszenia „Związek Piłsudczyków Radom”, inicjator cyklicznych Marszów Szlakiem Walk Legionów Polskich Radom-Laski. Przewodniczący Komitetu Budowy Pomnika Józefa Piłsudskiego oraz Komitetu Rekonstrukcji Pomnika Linii Kolejowej Radom-Warszawa im. Marszałka Józefa Piłsudskiego.

## Odznaczenia i wyróżnienia
W 2021 został wyróżniony przez prezydenta RP Medalem Stulecia Odzyskanej Niepodległości. W 2022 został odznaczony Krzyżem Wolności i Solidarności. W 2023 otrzymał Krzyż Oficerski Orderu Odrodzenia Polski. W tym samym roku został wyróżniony Medalem „Pro Patria” oraz odznaką pamiątkową Departamentu Szkolnictwa Wojskowego MON.